# Inmigración china en Colombia
La inmigración china en Colombia es el movimiento migratorio  desde la región de China hacia Colombia, pero también de Taiwán, Hong Kong y Macao.

## Historia
La primera migración china a Colombia ocurrió entre 1970 y 1980, esto comienza con los trastornos políticos en China que llevaron a la creación de dos facciones políticas entre los chinos y la China externa, y posteriormente causaron la revolución comunista y la fundación de los dos estados chinos separados, uno en el continente y uno en Taiwán. Hoy en día, en términos de organización, son, por otro lado, la "Asociación China de Ultramar", fue fundada por emigrantes chinos que llegaron a Colombia durante la década de 1980, y el Centro Cultural Chino ubicado en Bogotá, fue establecido en 1988 por Institución gubernamental taiwanesa (Zhang 1991).